# Montecito
Montecito é uma região censo-designada localizada no estado americano da Califórnia, no Condado de Santa Barbara.

## Geografia
De acordo com o United States Census Bureau, a localidade tem uma área de 24 km², onde todos os 24 km² estão cobertos por terra.

### Localidades na vizinhança
O diagrama seguinte representa as localidades num raio de 24 km ao redor de Montecito.

## Demografia
Segundo o censo nacional de 2010, a sua população é de 8 965 habitantes e sua densidade populacional é de 373,8 hab/km². Possui 4 238 residências, que resulta em uma densidade de 176,71 residências/km².